# مارك فيلدمان
مارك فيلدمان (بالإنجليزية: Mark Feldman)‏ هو عازف جاز أمريكي، ولد في 17 يوليو 1955 في شيكاغو في الولايات المتحدة.

## وصلات خارجية
- الموقع الرسمي
- مارك فيلدمان على موقع IMDb (الإنجليزية)
- مارك فيلدمان على موقع ميوزك برينز (الإنجليزية)
- مارك فيلدمان على موقع ميوزك برينز (الإنجليزية)
- مارك فيلدمان على موقع أول ميوزيك (الإنجليزية)
- مارك فيلدمان على موقع ديسكوغز (الإنجليزية)